# クロネコの部屋
クロネコの部屋（クロネコのへや）は、アニメーション動画を配信しているYouTubeチャンネル。2018年開設。動画1本あたり数分の短編の怪談を紹介する。主な登場人物に、魔女の姿をしたミステリー案内人と骸骨の骨江がいる。チャンネル登録者数は2022年6月時点で46万人。
2020年6月にKADOKAWAから小説『ミステリー案内人さんのコワイハナシ』を出版した。初等教育や中等教育で行われている朝読書で短編集が多く児童生徒に扱われていることを踏まえ、動画のスタイルを踏襲した短編集となっている。小説版においても、ミステリー案内人と骨江の会話を挟む形式が踏襲されている。

## サブチャンネル
クロネコの楽屋（クロネコのがくや）
クロネコの部屋のサブチャンネル。上記チャンネルと同様にアニメーション動画を配信し、主に都市伝説や実話を取り上げている。登場人物は主に、殺し屋でアップルパイ好きのジャック、復讐屋のイメリア、都市伝説のメリーさん、メインチャンネルと同じミステリー案内人が挙げられる。